# Nákrčník (šperk)

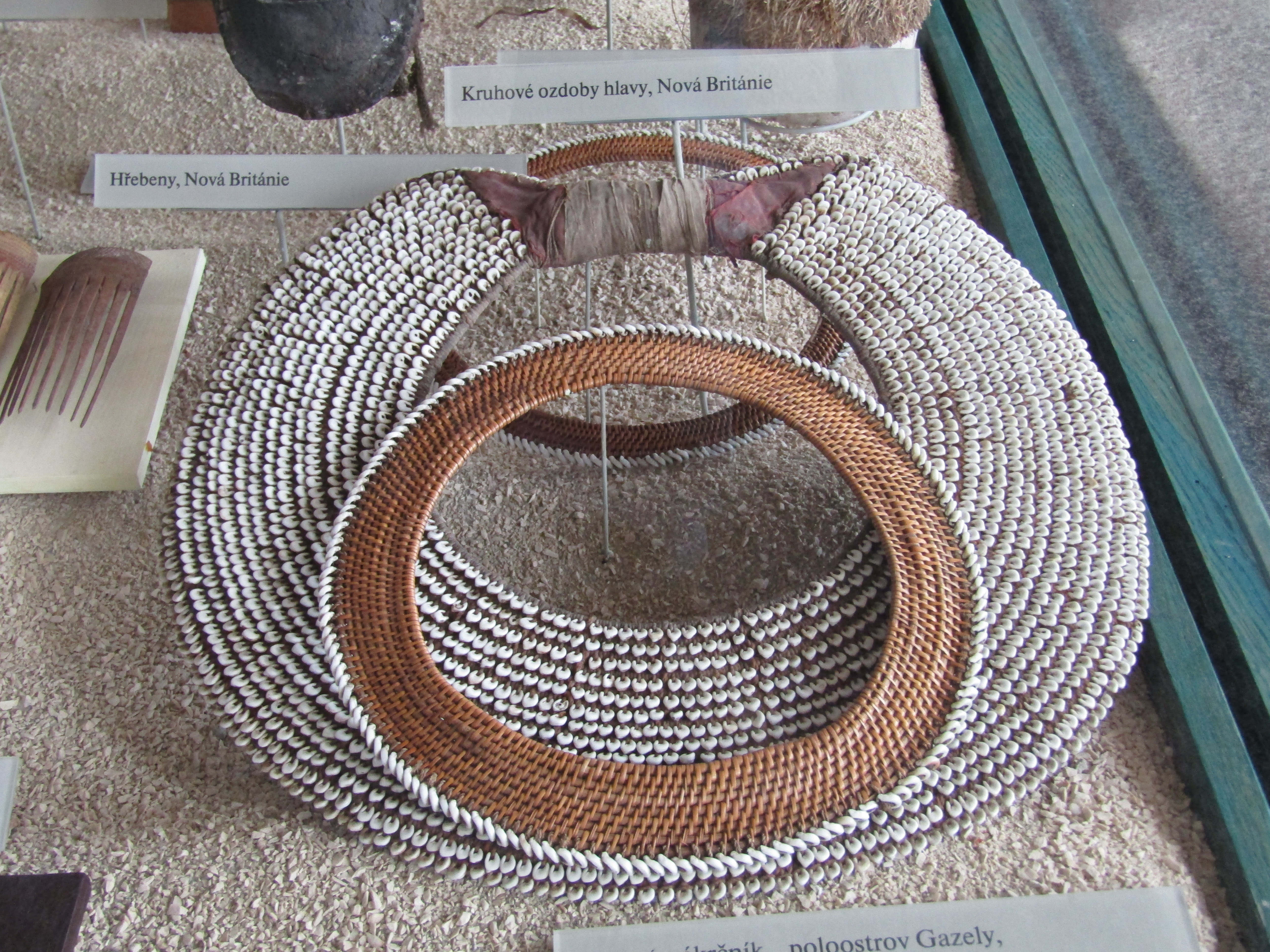
Pletený nákrčník z Nové Británie

Nákrčník je úzký náhrdelník, též zvaný obojek, vyráběný z různých materiálů. 
Společné (latinské) pojmenování pro všechny pevné náhrdelníky (nákrčníky) v podobě kovových kruhů (typické zejm. pro Kelty) je Torques.